# 忒欧斯
忒歐斯（英語：Teos），是位在小亞細亞海岸的一個愛奧尼亞城市。當地一度發展成商業繁榮之城鎮，直至波斯統治時期。在波斯統治時期，當地原先居民遷居阿布德拉。當地附近盛產葡萄酒。當地人一度崇奉戴歐尼修斯。